# جرج نیکولس جونیور
جرج نیکولس جونیور (انگلیسی: George Nicholls Jr.؛ ‏ ۵ مهٔ ۱۸۹۷ – ۱۳ نوامبر ۱۹۳۹) کارگردان فیلم و تدوین‌گر اهل ایالات متحده آمریکا بود.
از فیلم‌هایی که وی در آن‌ها نقش داشته‌است، می‌توان به تداخل، دکتر فو مانچو اسرارآمیز، تعطیلی شیطان، برای اثبات بی‌گناهی، وداع با اسلحه، ریسمان نقره‌ای، پرواز به ریو، آنی در گرین گیبلز و خیش و ستارگان اشاره نمود.